# Umeda Arts Theater
L'Umeda Arts Theater (梅田芸術劇場, Umeda Geijutsu Gekijō) est une salle de spectacles située dans le bâtiment Chayamachi Applause dans l'arrondissement de Kita-ku à Osaka, dans le quartier d'Umeda; elle est exploitée par la société Umeda Arts Theater Co., Ltd. Elle s'est ouverte en 1992.
Umeda Arts Theater Co., Ltd. est membre du groupe Hankyu Hanshin Toho et une filiale de Hankyu Corporation. 
Elle sert de société de production et d'agence pour les anciennes stars de la Revue Takarazuka, avec des succursales à Tokyo et à New York,.
L'Umeda Arts Theatre a produit la première mondiale du Prince de Broadway, une rétrospective musicale célébrant Harold Prince, dirigée par Prince et Susan Stroman.

## Salles
- Salle principale: 1,905 places
- Theater Drama City: 898 places